# Jaret & Erik 2010 UK Acoustic Tour Limited Edition CD
Jaret & Erik 2010 UK Acoustic Tour Limited Edition CD je propagační kompilační album skupiny Bowling for Soup. Nahráno bylo pro propagaci turné Jareta Reddicka a Erika Chandlera po Velké Británii. Vydáno bylo v průběhu akce v dubnu 2010 a bylo k dostání přímo na koncertech, a pak jako limitovaná edice v internetovém obchodě.

## Seznam skladeb
| Pořadí         | Název                                    | Autor                                            | Délka |
| -------------- | ---------------------------------------- | ------------------------------------------------ | ----- |
| 1.             | High School Never Ends (Napster Sesions) | Jaret Reddick, Adam Schlesinger                  | 3:11  |
| 2.             | I Don't Wish You Were Dead Anymore       | Reddick, Tony Scalzo                             | 2:33  |
| 3.             | If You Come Back To Me                   | Reddick, Zac Maloy                               | 5:15  |
| 4.             | Much More Beautiful (původní verze)      | Reddick, Mitch Allan                             | 3:35  |
| 5.             | Goodbye Friend (původní akustická verze) | Reddick                                          | 3:41  |
| 6.             | My Wena                                  | Reddick, Linus of Hollywood                      | 2:39  |
| 7.             | Breakaway                                | Matthew Gerrard, Bridget Benenate, Avril Lavigne | 3:33  |
| 8.             | Running Away (Napster Sessions)          |                                                  | 3:05  |
| 9.             | Me With No You                           | Reddick, Maloy                                   | 3:34  |
| 10.            | No Opinion (původní verze)               |                                                  | 3:34  |
| 11.            | 1985                                     | Reddick, Allan, John Allen                       | 3:11  |
| 12.            | Scuzz (Rozhovor z LEEDS)                 |                                                  | 3:11  |
| 13.            | Almost                                   | Reddick, Butch Walker                            | 3:34  |
| 14.            | Girl All The Bad Guys Want               | Reddick, Walker                                  | 3:31  |
| 15.            | No Hablo Inglés                          | Reddick. Linus of Hollywood                      | 3:13  |
| 16.            | When We Die                              | Reddick, Walker                                  | 3:56  |
| Celková délka: | Celková délka:                           | Celková délka:                                   | 53:20 |

## Osoby
- Jaret Reddick - zpěv, kytara
- Erik Chandler - kytara, zpěv